# Numer
Numer – oznaczenie przedmiotu, wyrobu, pojazdu, pozycji na liście itp., np. numer rejestracyjny pojazdu, numer telefonu z numerem kierunkowym, numer użytkownika komunikatora internetowego. 

## Numer a liczba
Nie należy traktować numeru jak liczby, mimo że też składa się z cyfr (wygląda podobnie), chociaż daje się sortować (tak jak i słowa):
- numery telefoniczne: 00431234567 oraz 431234567 reprezentują tę samą liczbę naturalną, ale są różnymi numerami (pierwszy w Austrii, drugi w Sieradzu)
- *72202051 – jest telefonicznym numerem premium w sieci Plus, choć zawiera gwiazdkę, więc nie reprezentuje żadnej liczby.
- numery rejestracyjne samochodów zawierają litery
- porządek numerów podczas sortowania nie ma na ogół związku z właściwościami numerowanych obiektów. Natomiast porządek liczb ma – większy wzrost to większa liczba opisująca go.
- numery określające obiekty rzeczywiste znajdują się na skali nominalnej, w niektórych przypadkach porządkowej, liczby opisujące obiekty rzeczywiste znajdują się na skali interwałowej lub ilorazowej.